# Laputa Regio
La Laputa Regio è una struttura geologica della superficie di Fobos.